# Carl Busch

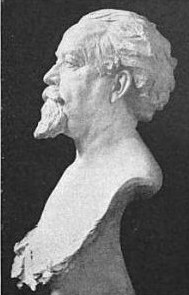

Carl Busch, född 29 mars 1862 i Bjerre på Jylland, död 19 december 1943 i Kansas City, Missouri, var en dansk musiker. 
Busch var 1883–85 elev vid Det Kongelige Danske Musikkonservatorium under Niels W. Gade, Johan Peter Emilius Hartmann, Valdemar Tofte (violin) och Jørgen Ditleff Bondesen (piano). Han verkade en tid som orkestermusiker, reste senare till Bryssel och därefter till Paris (1886), där han fortsatte sine musikstudier under Benjamin Godard. 
År 1887 reste Busch till Kansas City i syfte att organisera en stråkkvartett och kom snart i spetsen för musiklivet i staden. Som dirigent för Philharmonic Orchestra och senare för Oratorio Society och Kansas City Symphony Orchestra vann han ett ständigt växande erkännande. Som dirigent besökte han även New York, Chicago, Cincinnati, Saint Louis samt Leipzig, Dresden och Köpenhamn. 
Från Buschs hand föreligger en talrik rad kompositioner av olika art, både för orkester och för kör samt större och mindre kammarmusikverk. Med framgång upptog han bland annat indianska motiv i sina kompositioner. Bland hans danska verk märks På Heden (för orkester och manskör), uppfört 1913 vid invigningen av nationalparken vid Rebild Bakker på Jylland.